# Edificio El Moro
El Edificio El Moro es una construcción que se encuentra en la avenida Paseo de la Reforma número 1, en la colonia Tabacalera, alcaldía de Cuauhtémoc, en la Ciudad de México. Se considera como uno de los primeros rascacielos de la capital mexicana, y se inauguró el 28 de noviembre de 1946, antes que la Torre Latinoamericana. Se le conoce también como La Lotería, porque alberga las oficinas de la Lotería Nacional (Lotenal). Fue el edificio más alto de la Ciudad de México por un breve período.

## La forma
- Su altura es de 107 m y tiene 29 plantas.
- Su estilo es Art decó.
- Cuenta con 5 elevadores (ascensores).
- Los materiales que se usaron en su construcción fueron: acero, cristalería y concreto.
- El área total del edificio es de 22,000 m², en un predio de más de 2,000 m², que antes ocupaba la Comandancia de policía que estaba junto a la Casa de Mier y Terán, la casona donde se ubicaron también las oficinas de la Lotería Nacional (Paseo de la Reforma #1) y tres predios más.

## Historia

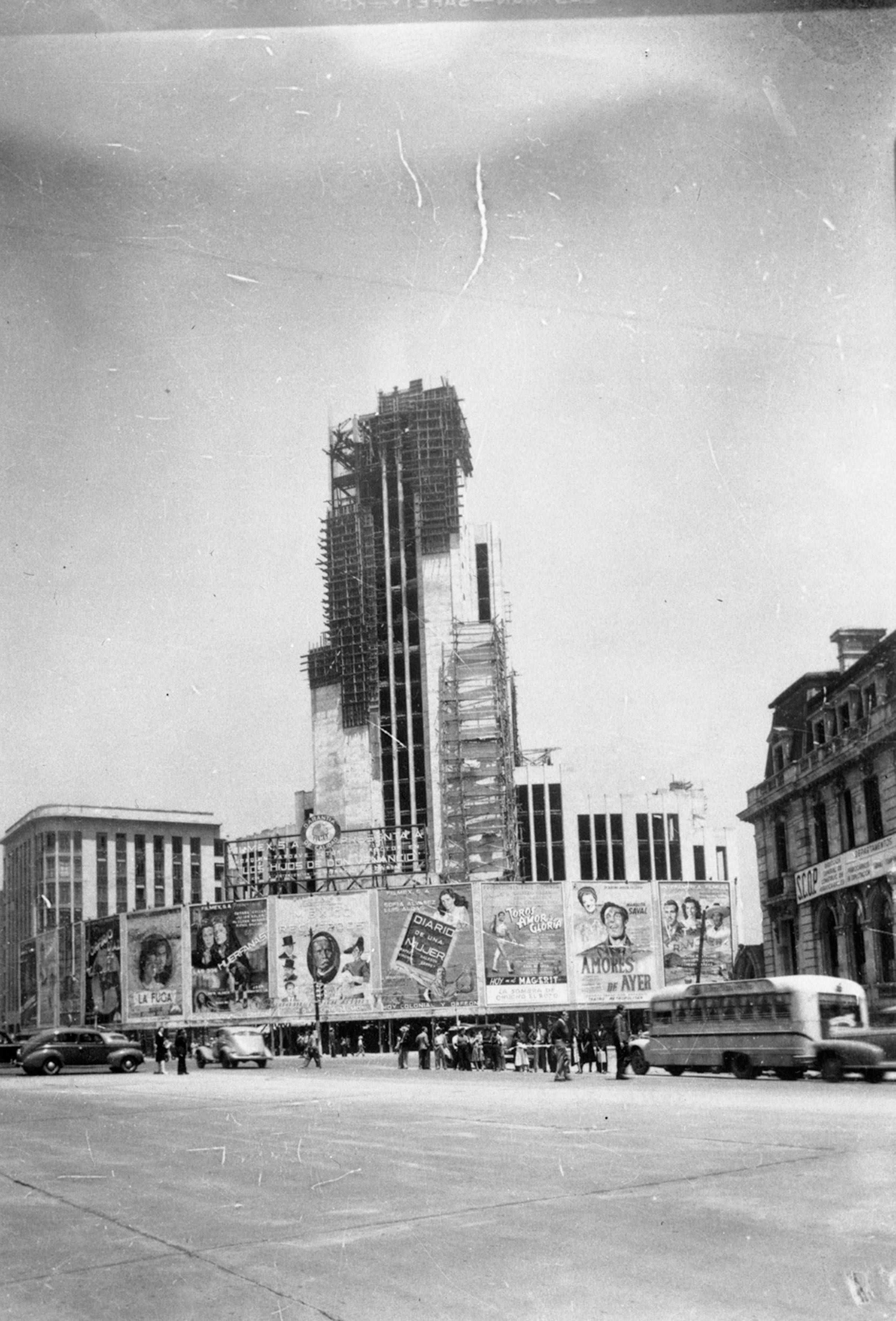
Construcción del edificio.

La Lotería Nacional ocupó varios predios, entre los que destaca una vieja casona, en la calle de Capuchinas, hoy calle Venustiano Carranza, en el Centro Histórico de la Ciudad de México. Esta vieja casona operaba lo mismo como oficinas que como expendio de billetes de lotería. El primer sorteo se llevó a cabo en el Salón de Cabildos del Ayuntamiento de la Ciudad de México pero, debido a que era un espacio con muchas restricciones y la lotería era para todo el pueblo, sin importar a qué clase social perteneciera, se buscó un sitio más accesible, en una vieja casona de la calle de Vergara. Sin embargo, esto tampoco resultó, por las condiciones de deterioro en que se encontraba la construcción, así que, por instrucciones de Francisco Xavier de Sarría, primer director de la Real Lotería, se mudó al patio de la Escuela de Medicina, en la Plaza de Santo Domingo, donde se llevaban a cabo los sorteos. Después de algunos años, y por el crecimiento propio de la institución, hubo otras sedes esporádicas en las calles de Donceles, Justo Sierra y en los bajos del Hospital de San Andrés, donde a esta fecha se encuentra el Munal. En ese entonces, la Lotería le debía muchas rentas al hospital, así que, antes de ser lanzados, amenaza que ya tenían sobre su cabeza, el general Antonio López de Santa Anna pagó el adeudo e incluso le dio dinero a la institución para que comprara algunas propiedades, como la del Viejo Portal de Mercaderes, frente a Palacio Nacional, y la Casa de los Baños. Sin embargo, la lotería seguía necesitando su propio edificio y, por tal motivo, se compró la antigua casona de don Ignacio de la Torre y Mier, casado con Amada Díaz, la hija de Porfirio Díaz Mori. Ubicada en Reforma 1, la lotería permaneció allí durante algunos años, y por primera vez se utilizó en Latinoamérica un anuncio de gas neón.[cita requerida]

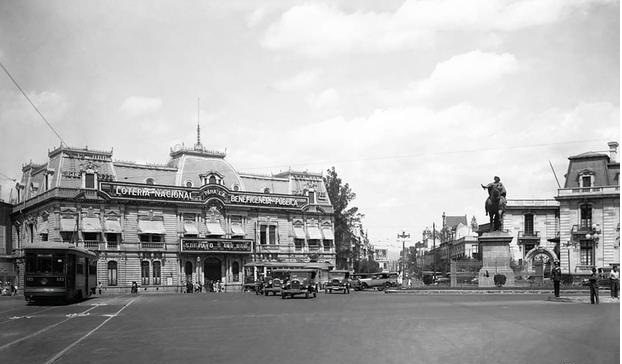
Primer Edificio de la Lotería Nacional

## Diseño y construcción

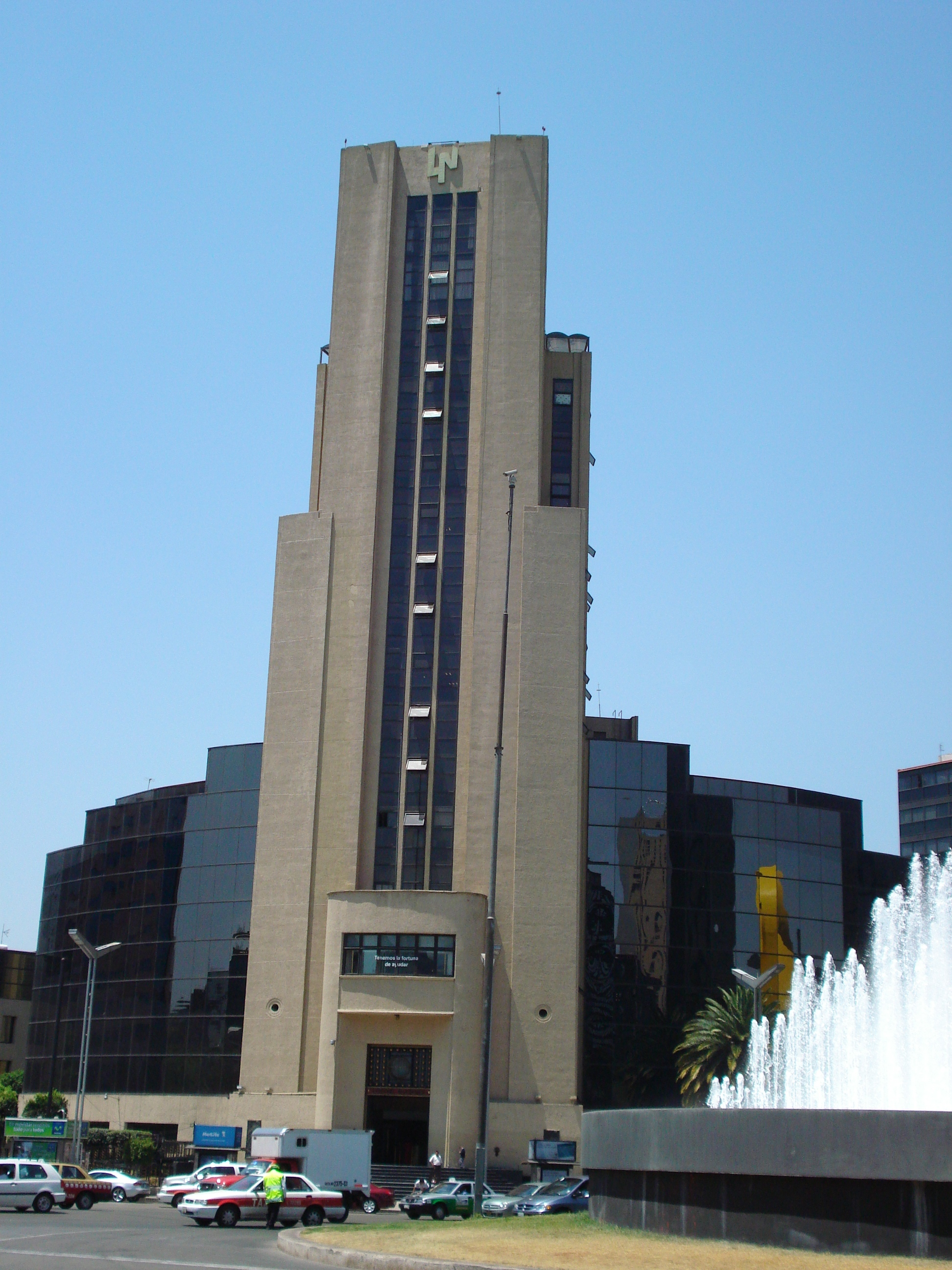
Edificio El Moro, desde la lateral poniente de la avenida Paseo de la Reforma.

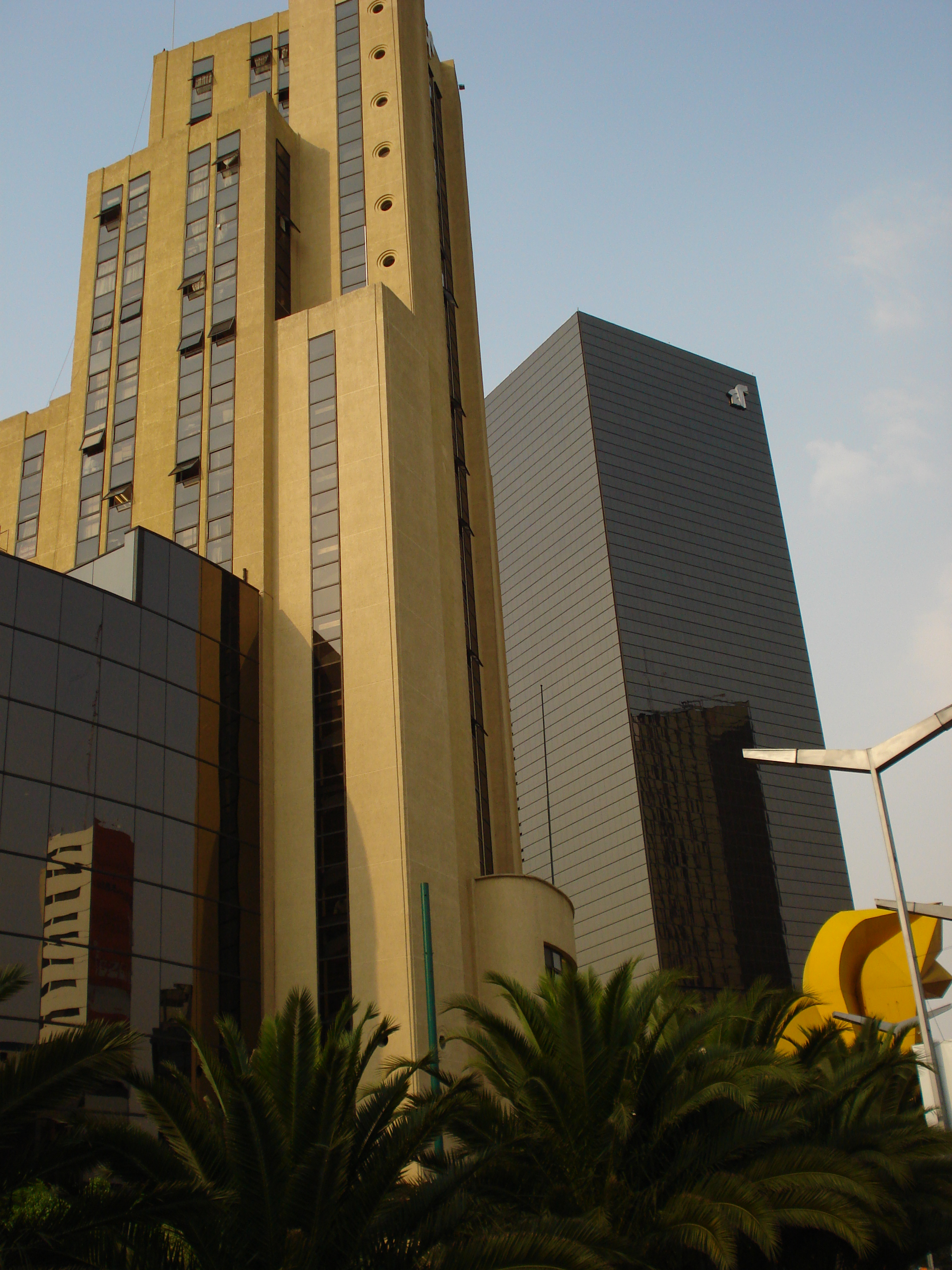
Edificio El Moro y, a la derecha, la Torre del Caballito.

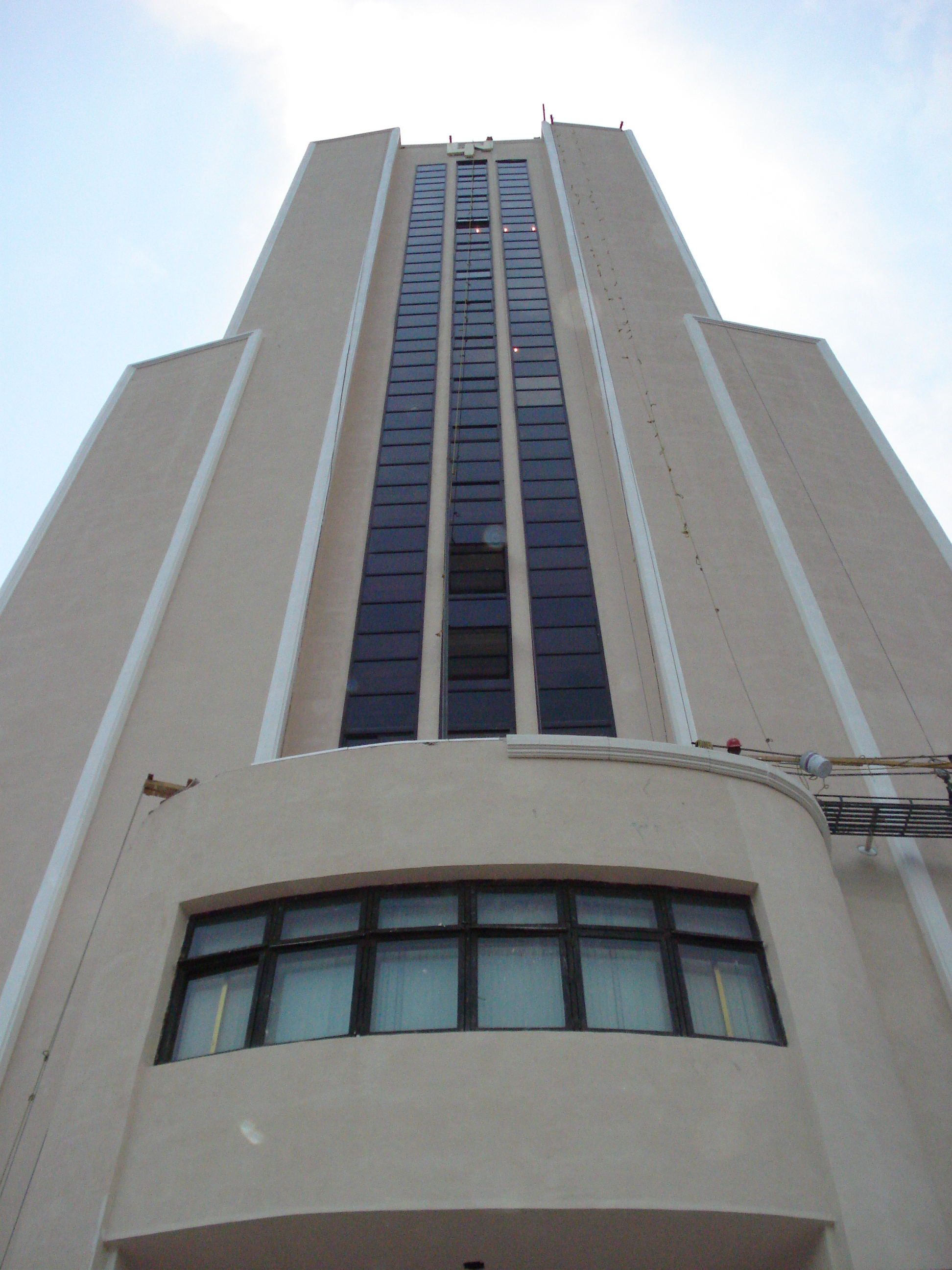
Remodelación de la fachada del edificio

Finalmente, en 1933, llegó el momento de edificar un edificio especial para la Lotería. Así que, pensando en sus planes de expansión, se adquirió la comandancia de policía que estaba junto a la casa de Mier y Terán, la casona de la época del Porfiriato que se ubicaba en Paseo de la Reforma n.º 1 y tres predios más ubicados en la parte trasera. En esos cinco predios, que miden más de 2,000 m², se comenzó a construir el Edificio El Moro.
El primer proyecto que se presentó fue un edificio de cinco pisos, dos de sótano, y que parecía una tienda de moro. Ese proyecto se imprimía como membrete en el papel de la Lotería, por eso los trabajadores le llamaron al edificio El Moro, porque parecía una tienda morisca. Finalmente se aprobó el proyecto de un edificio de 20 pisos y dos sótanos. El entonces presidente de la república Lázaro Cárdenas aprobó, excepcionalmente, la altura del edificio, aprobando una mayor altura de lo autorizado en la ley vigente de construcción de la época de la década de 1930, también en esa década se inició un estudio detallado de la vulnerabilidad sísmica a la que sería sometida el edificio cuando se enfrentase a un terremoto.
La cimentación comenzó en el año 1934, y debido a que durante las primeras excavaciones se encontró que el exceso de agua en el subsuelo ocasionaba una expansión de los estratos de suelo que se encuentran bajo el fondo de la excavación, el ingeniero José Antonio "El Loco" Cuevas (1894-1942) proyectó el inicio de un nuevo sistema de cimentación, al que llamó cajón compensado, una gran obra de ingeniería que destacó en el mundo por su atrevimiento y originalidad. El sistema de flotación elástica permitió a Cuevas realizar un nuevo proyecto, que fue autorizado con un piso subterráneo, entrepiso, planta baja y diecisiete pisos superiores. El programa de edificación continuó en forma paralela a los estudios científicos y técnicos, los cuales permitieron el sostenimiento del edificio; sin embargo, se presentaron infinidad de retrasos cuando se llevaban a cabo las pruebas y verificaciones sobre la seguridad de la obra.[cita requerida]
La construcción de la torre inició a finales de la década de 1930, la torre fue sinónimo de modernidad para el Paseo de la Reforma y marcaría el inicio de las grandes construcciones de altura en la Ciudad de México.
En 1942 se inició el montaje de estructuras de madera y hierro para la cimbra de la bóveda del Salón principal, se compraron los elevadores y se acondicionó el Salón de Sorteos.

### Estructura e ingeniería sísmica de la torre

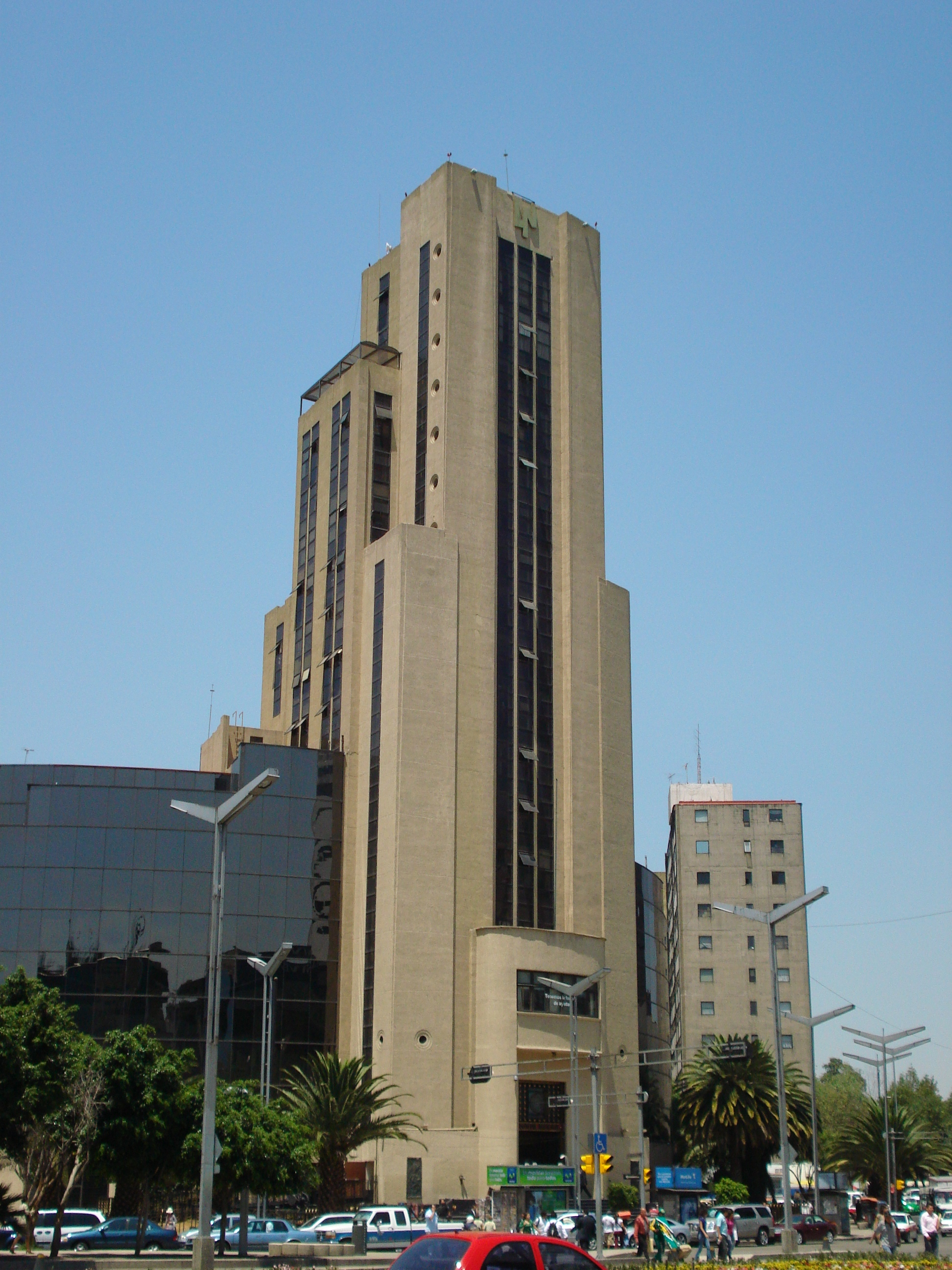
Edificio El Moro, visto desde el Paseo de la Reforma.

Esta construcción enfrentó varios retos, entre ellos: el suelo fangoso e inestable de la Ciudad de México, al estar el suelo constantemente poroso y saturado de agua (este proceso es llamado licuefacción) las ondas sísmicas convierten al suelo en gelatina y los edificios se caen por su propio peso, esto propicia que al momento de un terremoto el edificio pierda estabilidad y se venga abajo. A este fenómeno se le llama amplificador sísmico, por lo cual los ingenieros de la torre tuvieron que idear una forma de luchar contra estos detonadores, y finalmente idearon que la mejor forma de mantener al edificio en su configuración vertical era construir el edificio por medio de un sistema de flotación elástica. Cabe destacar que fue el primer edificio en el mundo en ser construido por medio de este proceso, con el cual este edificio marcaría el inicio de la tecnología mexicana en rascacielos en zonas sísmicas y suelos fangosos.
Para que el edificio pudiese contar con un aislamiento sísmico óptimo, se incluyó una cimentación de 180 pilas de concreto y acero que penetran a una profundidad de 55 metros, llegando hasta el subsuelo más firme y rocoso.
Fue el tercer rascacielos en la Ciudad de México y en el mundo después del Edificio Miguel E Abed II, el Palacio de Bellas Artes y el Edificio La Nacional en estar en una zona de alto riesgo sísmico y un suelo fangoso, le seguirían los pasos después el Torre Anáhuac, Edificio Miguel E Abed, Torre Latinoamericana, Torre Insignia, Torre de Tlatelolco, estos edificios fueron los primeros en la ciudad y en el mundo en contar con lo último en tecnología de cimentación (pilotes de concreto), así que se puede decir que estas seis edificaciones fueron el inicio de las grandes construcciones de la Ciudad de México.

## Apertura
Para finales del año 1945 tuvo fin la construcción de la torre y oficialmente se inauguró el 28 de noviembre de 1946, también se convirtió en la edificación más alta y moderna de la Ciudad de México y del Paseo de la Reforma, aunque el Edificio Corcuera concluido en 1934 fue en realidad el edificio más alto de México hasta el año 1946 cuando fue concluida la construcción de la Torre Anáhuac, pero no es considerado en la lista como tal ya que este edificio colapso en el año 1957 tras el terremoto de ese año.

## Remodelación de la torre
La primera remodelación parcial que sufrió la torre se remonta al año 1955 cuando la empresa Televisión de México (XHTV-TV canal 4) se va a sus propias instalaciones, la antena y el espiral le es retirado disminuyendo su altura.
La segunda remodelación sucedió en el año 1978, perdiendo detalles de su fachada original así como la renovación de las antenas de telecomunicaciones, además se le agrega como detalle de embellecimiento dos estelas de bronce en ambos lados de la entrada obra del escultor Federico Cantú, las obras representan a la diosa de la "fortuna".
La tercera remodelación y quizá la más importante se efectuó con motivo de las fiestas del Bicentenario de la Independencia Mexicana, con la que recuperó su carácter histórico y estilo art déco.

## Otros datos de importancia

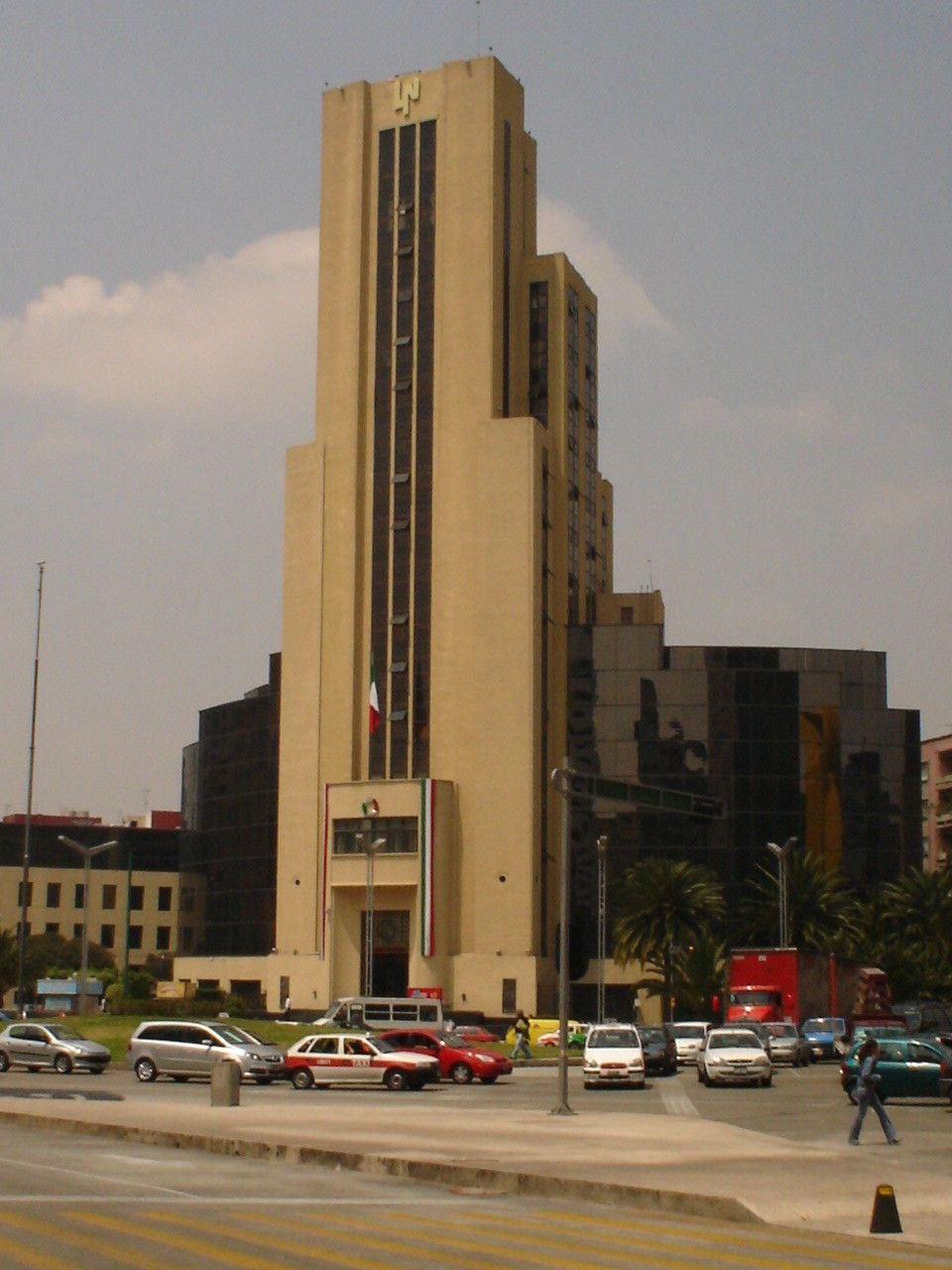
Fachada del edificio, después de la remodelación de 1990.

- En ese sitio antes estuvo la Comandancia De Policía donde la mañana del 23 de noviembre de 1927 los soldados escoltaron al padre Miguel Agustín Pro (hoy beato) hasta el interior del patio de la prisión. Al ver a los circunstantes y al pelotón de fusilamiento, pidió unos momentos para orar, y, al ofrecérselo, rehusó que le vendaran los ojos. Con el rosario en sus manos se mantuvo de pie frente al paredón y extendió sus brazos en forma de cruz. Cuando se dio la orden de fuego, gritó en alta voz, “¡Viva Cristo Rey!”. A su hermano Humberto lo ejecutaron esa misma mañana, pero Roberto se libró en el último momento. Esa mañana fue fusilado también Luis Segura Vilchis.
- Cabe destacar que fue el primer edificio en el mundo que se construyó por medio de un procedimiento de flotación elástica[5] y además también fue el primero en América Latina que utilizó un letrero de gas neón.[6]
- Este edificio también fue sede por primera vez en México de una señal de televisión en 1950, daba asilo al canal 4 XHTV de la televisión de México, en los pisos 13 y 14 de la torre, por lo cual también se le instaló una antena, que incrementó la altura total del edificio, que llegó así a los 100 metros. El canal 4 permaneció en el Edificio El Moro hasta 1955, cuando se trasladó a sus propias instalaciones.[7]
- Con sus 107 m, fue en su momento el edificio de hormigón armado más alto del mundo.[cita requerida]
- Fue, por varios años, el edificio más alto de América Latina.[cita requerida]
- Debido a la sismicidad de la Ciudad de México, este edificio cuenta con 180 pilas de concreto y acero, que penetran a una profundidad de 55 metros y llegan hasta el subsuelo más firme y rocoso.[cita requerida]
- Después de los tres terremotos más fuertes en la Ciudad de México, tanto el terremoto de 1957 como el de 1985 y el del 2017, se le considera uno de los rascacielos más seguros del mundo, junto con la Torre Mayor, la Torre Ejecutiva Pemex, el World Trade Center México, la Torre Latinoamericana, la Torre HSBC, el Edificio Reforma Avantel, el St. Regis Hotel & Residences y la Torre Insignia.[cita requerida]
- En 1970, se finalizó la segunda torre sede de la Lotería Nacional, llamada Torre Prisma.[cita requerida]
- Ha sido, junto con el Edificio La Nacional, la Torre Latinoamericana, la Torre Contigo, el Edificio Miguel E Abed II y el Edificio MIguel E Abed Apycsa,[8] uno de los seis únicos rascacielos que ha experimentado sin soportar daños en su estructura, seis fuertes terremotos: el del 2017; el de 1985, de magnitud 8,1 en la escala de Richter; el de 1995, de 7.3; el de 1999, de 7.4; el del 2003, de 7.6 en la escala de Richter, y el del 13 de abril del 2007, de magnitud 6.3, en la escala de Richter.[cita requerida]
- Lo ocupan las oficinas de la Lotería Nacional de México.
- A tan solo unos metros, se encuentran: el Monumento a la Revolución Mexicana, el Frontón México, la Torre del Caballito, la Torre Prisma, el Hotel Sheraton Centro Histórico, la Torre Latinoamericana y la Torre Nueva de Tlatelolco.[cita requerida]

## Datos clave
- Altura: 107 metros.
- Espacio de oficinas: 22,000 m².
- Pisos: 6 niveles de estacionamiento y 20 de oficinas.
- Condición: En uso.
- Rango:
  - En México: 255.º lugar
  - En la Ciudad de México: 214.º lugar